# Pink Box
Pink Box: Special Edition — подарочный набор альбомов, бокс-сет американской певицы Pink, включающий в себя ранее вышедшие Missundaztood, Try This, I'm Not Dead и DVD Pink: Live in Europe, выпущен 1 декабря 2007 года в Австралии, 4 декабря 2007 года в США (в качестве добавочного). В Англии набор выпущен 3 декабря 2007 года, в нём нет дебютного альбома Can't Take Me Home, он был внесен позже. 21 мая 2009 года Pink Box: Special Edition выпущен для продажи в Англии снова, на этот раз включая Can’t Take Me Home вместо Pink: Live in Europe. Тогда он дебютировал на седьмом месте в британском чарте альбомов, во главе с Funhouse, который держался на девятом месте.

## Предпосылки

### Missundaztood
После Can’t Take Me Home Pink хотела взять контроль над своей музыкой. Она наняла певицу Линду Перри из 4 Non Blondes, чтобы та помогла ей написать новый альбом. Она объяснила название альбома так: «Я думаю, мы все чувствуем себя непонятыми, и наша главная задача — ценить себя такими, какие мы есть. Большинство времени мы даже полностью не понимаем самих себя, вот поэтому таково и название моего альбома». Pink работала с Перри над большинством песен с альбома. Она (Перри) также подпевала в песне «Lonely Girl». Другой вокал можно услышать в «Misery», где Пинк помогали Стивен Тайлер из Aerosmith и Ричи Самбора из Bon Jovi. Другими авторами альбома стали продюсер Скотт Сторч и Даллас Остин.
Продано 16 миллионов копий альбома (в общей сложности 4 миллиона копий распродано согласно самой Pink), с 5.3 миллионами распроданных копий в США и 1.72 миллионами в Англии. Успех был так велик, что альбом поместили на 94 место в список самых продаваемых альбомов всех времен Official UK Charts Company. «Missundaztood» — это самый продаваемый альбом Pink на сегодняшний день.
Синглы:
- «Get the Party Started»
- «Don't Let Me Get Me»
- «Just Like a Pill»
- «Family Portrait»

### Try This
Большинство песен написаны и продюсированы совместно с певцом и гитаристом из панк группы Rancid Тимом Армстронгом. Pink сотрудничала в песне «Feel Good Time» с продюсером Уильямом Орбитом при подготовке саундтрека к фильму «Ангелы Чарли 2: Только вперед», эта песня была включена в треклист Try This как неамериканский бонусный трек. Pink сказала в интервью с «The Irish Times» в 2006, что ей не понравилось то, как лейбл хотел, чтобы она создала альбом после успеха Missundaztood: «Я, можно сказать, взбунтовалась против лейбла в этот раз», — сказала она, — «Я им такая: „Хотите запись? Прекрасно, я напишу 10 песен за неделю для вашей грёбаной записи, и вы можете загнобить её, а можете выпустить“».
Альбом распродан 3 миллионами копий по всему миру. Учитывая большие продажи того времени это был провал — продано только 728,000 копий в США и альбом сертифицировали платиновым. В Англии продали только 500,000 копий.
Синглы:
- «Feel Good Time»
- «Trouble»
- «God Is a DJ»
- «Last to Know»

### I’m Not Dead
Pink сказала о I’m Not Dead, что она не ожидала, что будет очень эмоционально вовлечена в создание альбома, потому что по опыту её прошлого Try This (2003), был «истощен», если бы она не была бы «вынуждена почти эмоционально быть вовлеченной» с такими соавторами как Билли Манн. Альбом был спорный в основном из-за тем альбома. Такие песни как «Stupid Girls» (в которой она сожалеет о нехватке хороших образцов для подражания для молодых девушек, в то время как подстрекает их культивировать независимость), «Dear Mr. President» (об американском президенте Джордже Буше) и «U + Ur Hand» (о сексуальном подходе мужчины к женщине). Некоторые песни просочились в интернет до начала релиза.
Альбом был распродан с большим успехом в Европе, продав 1.15 миллиона копий в Великобритании. Имел огромный успех в Австралии, продав более 630,000 копий и став 9 раз платиновым. После того, как он провел 62 недель подряд в топ-10, ARIA объявил, что I’m Not Dead провел больше всего недель подряд в топ-10 в истории ARIA Albums Chart, на 68 неделе подряд вылетел из топ- 10. 16 сентября I’m Not Dead оставался в топ-10 в чарте после 75 недель. К 2008 году альбом был распродан 1.3 миллионами копиями в США.
Синглы:
- «Stupid Girls»
- «Who Knew»
- «U + Ur Hand»
- «Nobody Knows»
- «Dear Mr. President»
- «Leave Me Alone (I'm Lonely)»
- «'Cuz I Can»

### Pink: Live in Europe
На этом DVD содержится отснятый материал с шоу в Манчестере во время европейского этапа тура Try This Tour, который снят в 2004 году и  выпущен в 2006. DVD распродан около 300,000 копий по всему миру, в Австралии продано 90,000 копий.

## Список композиций
| Диск 1Missundaztood 1. «Missundaztood» 2. «Don’t Let Me Get Me» 3. «Just Like a Pill» 4. «Get the Party Started» 5. «Respect» (при участии Scratch) 6. «18 Wheeler» 7. «Family Portrait» 8. «Misery» (при участии Стивена Тайлера) 9. «Dear Diary» 10. «Eventually» 11. «Lonely Girl» (при участии Линды Перри) 12. «Numb» 13. «Gone to California» 14. «My Vietnam» | Диск 2Try This 1. «Trouble» 2. «God Is a DJ» 3. «Tonight’s the Night» 4. «Last to Know» 5. «Catch Me While I’m Sleeping» 6. «Oh My God» (при участии Peaches) 7. «Save My Life» 8. «Waiting for Love» 9. «Unwind» 10. «Love Song» 11. «Try Too Hard» 12. «Walk Away» 13. «Humble Neighbourhood» 14. «Feel Good Time» (при участии Уильяма Орбита) 15. «Hooker» |

| Диск 3I’m Not Dead 1. «Stupid Girls» 2. «Who Knew» 3. «Long Way to Happy» 4. «Nobody Knows» 5. «Dear Mr. President» (при участии Indigo Girls) 6. «I’m Not Dead» 7. «'Cuz I Can» 8. «Leave Me Alone (I’m Lonely)» 9. «U + Ur Hand» 10. «Runaway» 11. «The One That Got Away» 12. «I Got Money Now» 13. «Conversations with My 13 Year Old Self» 14. «Fingers» 15. «I Have Seen the Rain» | Диск 4Live in Europe 1. Intro/«Can’t Take Me Home» 2. «There You Go» 3. «Split Personality» 4. «Most Girls» 5. «Lady Marmalade» 6. «Lady Marmalade» инструментальная 7. «I Wanna Rock» 8. Intro/«Don’t Let Me Get Me» 9. «18 Wheeler» 10. «Family Portrait» 11. «Just Like a Pill» 12. «Respect» (при участии Scratch) 13. «My Vietnam» 14. «Misery» (при участии Стивена Тайлера) 15. «Eventually» 16. «Summertime» (Кавер-версия Дженис Джоплин) 17. «Me and Bobby McGee» (Кавер-версия Дженис Джоплин) 18. «Piece of My Heart» (Кавер-версия Дженис Джоплин) 19. «Feel Good Time» 20. «God Is a DJ» 21. «Oh My God» (при участии Peaches) 22. «Trouble» 23. «Last to Know» 24. «Try Too Hard» 25. «Unwind» 26. «Welcome to the Jungle» (Кавер-версия Guns N' Roses) 27. «Get the Party Started» 28. Pink on the Road |

## Релиз и появление в чарте

### Появление в чарте
После 4 недель в Australian Album Chart он стал 61-м самым продаваемым альбомом 2007 года в Австралии, что укрепило популярность Pink.
| Чарт (2007)                     | Наивысшая позиция | Сертификация | Продажи |
| ------------------------------- | ----------------- | ------------ | ------- |
| Australia ARIA Albums Chart     | 13                | Золото       | 35,000  |
| Чарт (2009)                     | Наивысшая позиция | Сертификация | Продажи |
| United Kingdom OCC Albums Chart | 7                 |              | 42,819  |

### End of year charts
| Год  | Страна    | Чарт | Место |
| ---- | --------- | ---- | ----- |
| 2007 | Австралия | ARIA | 61    |

### История релиза
| Страна    | Дата                    | Лейбл                 |
| --------- | ----------------------- | --------------------- |
| Австралия | 1 декабря 2007          | Sony BMG              |
| Англия    | 3 декабря 2007          | Sony BMG              |
| США       | 4 декабря 2007 (Import) | Sony BMG/LaFace/Zomba |